# 무로타니 가쓰미
무로타니 가쓰미(일본어: 室谷 克実, 1949년~)는 일본의 언론인, 평론가이다. 대한민국에 대한 서적·기사를 출판하고 있으며, 대한민국에 대해 「『고노 담화』의 철폐를 요구하는 긴급 국민 집회」에서「용서해서는 안 되는 나라라는 것을 분명히 말씀드리고 싶다”고 언급했다.

## 저서
- '한국은 배신한다' 신시오샤 <신시오 신서 665>, 2016년 4월 15일. ISBN 978-4-10-610665-1 .

### 공저
- 미쓰하시 다카아키 공저 『「망상대국」한국을 짚다」 PHP연구소, 2014년 4월 12일. ISBN 978-4-569-81839-9 .
- 미야자키 마사히로 공저『폭주와 붕괴가 멈추지 않는다! 사이좋게 자멸하는 중국과 한국'덕간서점, 2014년 6월 20일. ISBN 978-4-19-863816-0 .
- 고분유, 노무라 하타루 공저『일본인이라면 알아두고 싶은 반일 한국 100의 거짓말』 다카라지마사, 2014년 12월 11일. ISBN 978-4-8002-3326-4 .
- 미야자키 마사히로 공저 『일본에 참패하고 마침내 끝나는 중국과 한국』 도쿠마 서점, 2015년 5월 21일. ISBN 978-4-19-863935-8 .

### 감수
- 『한일 고대사 거짓말과 원한 원점 2000년 이상도 계승되는 ‘한국인의 광기’’ 무로야 가쓰미 감수, 다카라지마사〈별책 다카시마 2614〉, 2017년 10월. ISBN 978-4-8002-7535-6 .

### 기고
- 무로야 가쓰미, 오노 가오루「고대 조선사 저것도 거짓말, 이것도 거짓말」 「역사통」 제23호, 왁, 2013년 3월, 186-197쪽.
- 무로야 가쓰미 「한국인은 세계 제일의 거짓말 민족이다」 「WiLL」 제101호, 왁, 2013년 5월, 78-85쪽
- 무로야 가쓰미 「사람 : 인물 교차점 거짓말, 성범죄, 부패, 책임 전가… … 이것으로 자주 일본을 비판할 수 있는 「나쁜 한국」의 실상 정책 연구 센터, 2013년 6월, 22-27페이지.
- 마쓰키 구니토시, 무로야 가쓰미 「긴급 대담 부끄러운 나라 한국과는 국교 단절」 「WiLL」 제104호, 왁, 2013년 8월, 90-101페이지.